# Horváth Tamás (labdarúgó, 1987)
Horváth Tamás (1987. június 18. –) labdarúgó, kapus.

## Pályafutása
A 2008-2009-es szezonban a B csapat kapuját őrizte, majd a következő szezonra felkerült az első csapathoz és ott lett Balajcza Szabolcs cseréje. A nagy-csapatban két alkalommal kapott szerepet mindkétszer kupameccsen, először az MTK elleni 4-0-s siker alkalmával, másodszor pedig a kecskemétiek elleni 6-2-es győzelemnél.